# In the Bishop's Carriage
In the Bishop's Carriage er en amerikansk stumfilm fra 1913 af Edwin S. Porter og J. Searle Dawley.

## Medvirkende
- Mary Pickford som Nance Olden
- David Wall som Tom Dorgan
- House Peters som Obermuller
- Grace Henderson som Mrs. Ramsay
- George Moss